# Róbson Januário de Paula
Róbson Januário de Paula (Espírito Santo, 14 de febrero de 1994) es un futbolista brasileño que juega como defensa. Actualmente se encuentra sin equipo.

## Trayectoria

### Clubes
| Club                            | País                   | Año       |
| ------------------------------- | ---------------------- | --------- |
| E. C. Bahia                     | Brasil                 | 2013-2017 |
| Kawasaki Frontale (cedido)      | Japón                  | 2013      |
| Esteghlal Tehran F. C. (cedido) | Irán                   | 2016-2017 |
| Boavista F. C.                  | Portugal               | 2017-2019 |
| Baniyas S. C. (cedido)          | Emiratos Árabes Unidos | 2018-2019 |
| Khor Fakkan                     | Emiratos Árabes Unidos | 2019-2020 |
| Botafogo de Ribeirão Preto      | Brasil                 | 2020-2021 |
| Grêmio Novorizontino            | Brasil                 | 2021      |
| S. C. Farense                   | Portugal               | 2021-2023 |
| Al Jandal S. C.                 | Arabia Saudita         | 2023-2024 |
| Dalian Yingbo F. C.             | China                  | 2024      |